# 野間宏
野間 宏（のま ひろし、1915年（大正4年）2月23日 - 1991年（平成3年）1月2日）は、日本の小説家・評論家・詩人。
大学時代の左翼運動と出征経験から、戦後『暗い絵』を書いて第一次戦後派の先頭に立ち、特に『真空地帯』は大きな反響を呼んで戦後文学の記念碑的名作となった。その後は社会全体の構造をとらえる全体小説を志向し、次々と大作を発表。文学の国際交流にも尽力し、また最晩年まで社会的な発言を多く行った。部落外の出身者だが部落解放同盟中央委員となった

## 経歴

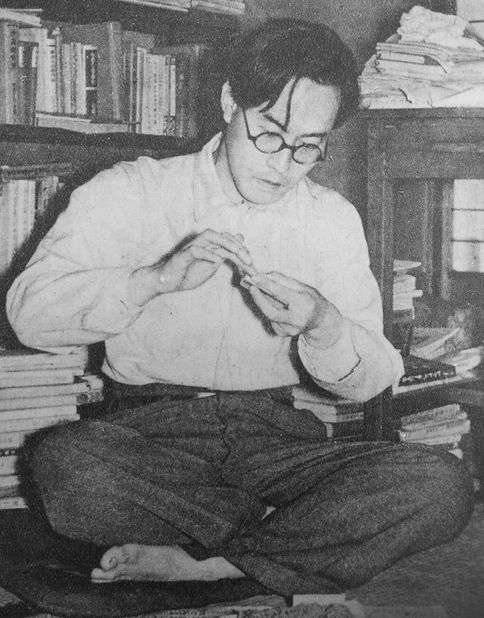
『アサヒグラフ』1948年5月12日号

- 僧侶（在家の新しい流派を建てたので、既存の寺院に属してはいなかった）を父として、兵庫県神戸市長田区に生まれる。大阪府立北野中学校に進学する。
- 1932年、旧制第三高等学校在学中、同人誌「三人」を富士正晴（野間は富士の妹と結婚したので義兄）、竹之内静雄と創刊。
- 1935年、京都帝国大学文学部仏文科に進学し、反戦学生運動に参加。
- 1938年、京都帝国大学文学部仏文科卒業。
- 1938年から大阪市役所に勤務し、被差別部落関係の仕事を担当した。
- 1941年に応召し、中国やフィリピンを転戦するも、マラリアに感染したため帰国。
- 1943年、社会主義運動の前歴を憲兵に追及され、思想犯として大阪陸軍刑務所で半年間服役。年末に出所後、監視つきで原隊に復帰。
- 1944年2月、召集解除。大阪の軍需工場に勤務していた時、敗戦を迎える。
- 敗戦後、日本共産党に入党。
- 1946年、『暗い絵』を発表し、作家生活に入る。
- 1951年、前年創刊された雑誌『人民文学』の編集にかかわる。
- 1952年、『真空地帯』で毎日出版文化賞を受賞。
- 1954年、詩集『スターリン讃歌』編集に参加。同書のためにスターリンを賛美した詩『星の歩み』『スターリン』を執筆。
- 1964年、ソ連に追随したとして、日本共産党から除名処分を受ける。
- 1971年、『青年の環』で谷崎潤一郎賞を受賞。
- 1973年、『青年の環』がロータス賞を受賞。
- 1974年、「日本アジア・アフリカ作家会議」の初代議長に選出される。
- 1977年、『差別・その根源を問う』『狭山裁判』など部落問題に関する言論活動が評価され、松本治一郎賞を受賞。
- 1989年、 『野間宏作品集』（全14巻・岩波書店）をはじめとする文学への貢献により、1988年度朝日賞を受賞[2]。
- 1991年、食道癌の合併症により東京慈恵会医科大学附属病院で死去[3][4]。

## 没後刊
- エセー集『時空』（福武書店）と、大作『生々死々』（未完、講談社）が出された。
- 藤原書店で、『完本　狭山裁判』（上中下、1997年）と、『作家の戦中日記　一九三二－四五』（2001年）が出された。また『野間宏の会』を主催している。
- 影書房で、『野間宏集』（戦後文学エッセイ選9、2008年）が出された。

## 人物
- 全22巻の『野間宏全集』（筑摩書房）、全14巻『野間宏作品集』（岩波書店）があるが、スターリンを賛美した作品は収録されなかったという。
- 藤原書店より、『完本　狭山裁判』（上中下、1997年）と、『作家の戦中日記　一九三二－四五』（2001年）が出された。また『野間宏の会』を主催している。
- 影書房で『野間宏集』 （戦後文学エッセイ選9、2008年）が出された。
- 『真空地帯』発表時、大西巨人は、軍隊があまりに単純に悪として描かれていると批判し、「俗情との結託」と呼び、のち自ら軍隊を描いた『神聖喜劇』を発表した。
- 三高から京大時代の数年間にわたる日記は、没後に『作家の戦中日記』として藤原書店から刊行されたが、それによると野間は痴漢行為や公衆便所の窃視の常習犯であり、若い女性に尾行と性器露出を繰り返し、友人たちから「野獣」と呼ばれ、自らも「淫らな変態性欲者」と自嘲していた[5]。ただし警察に捕まったことはなかった。
- 1974年春に『青年の環』の担当編集者の田邊園子（当時37歳）を突然口説き始めて田邊を啞然とさせたが、その場は来客があり、ことなきを得た[6]。それから半年以上経ち、1974年秋の夜、野間は田邊を新宿駅東口のタクシー乗り場に呼び出し、無言のまま田邊を自動車でどこかへ連れ去ろうとしたが抵抗され、何もできなかった[6]。後に判明したところによると、野間はこの晩、男女が肉体的に結ばれる場面を田邊相手に自ら演じて書く予定だった[7][6]。しかし野間はこの出来事を歪曲し「田邊が野間を誘惑して失敗した」と一部の人々にまことしやかに話し、信じさせた[6]。田邊は「当時、私は勤務先の社長から奇妙な厭味を言われ、その後も長く、作家たちや他社の編集者から哀れみや同情、慰めの言葉、時には蔑みの視線を受けてきたことを忘れることが出来ない。野間夫人すら私の"失恋"を疑わなかった」、「ほとんどの人々は、常日ごろ"人権擁護"を標榜している作家が、他者の人権を踏みつけるような嘘を人に話して聞かせるとは信じないだろう」と記している[6]。しかし野間は自らの言動を「小説家は嘘をつくものです」と正当化していた[6]。

## 著書
- 『暗い絵』真善美社 1947 のち新潮文庫
  - 『暗い絵・顔の中の赤い月』（角川文庫）
  - 『暗い絵・崩解感覚』（新潮文庫）
  - 『暗い絵・第三十六号』（旺文社文庫）
  - 『暗い絵・顔の中の赤い月』（講談社文芸文庫）
- 『崩解感覚』丹頂書房 1948
  - 『崩解感覚・夜の脱柵』（旺文社文庫）
- 『小説入門』真善美社 1948 「文章入門」旺文社文庫、レグルス文庫
- 『星座の痛み 詩集』河出書房 1949
- 『青年の環』第1-2部 河出書房 1949-1950 のち岩波文庫（以下同）
- 『顔の中の赤い月』目黒書店（自選作品集）1951
- 『雪の下の声が……』未來社 1952
- 『文学の探求』正続 未來社 1952-1953
- 『真空地帯』河出書房 1952 のち岩波文庫、角川文庫、新潮文庫、旺文社文庫
- 『人生の探求』未來社 1953
- 『野間宏詩集』三一書房（日本国民詩集）1953
- 『野間宏作品集』全3巻 三一書房 1953
- 『現代文学の基礎 いかに人間を考えるか』理論社 1954
- 『思想と文学』未來社 1954
- 『志津子の行方』河出新書 1955
- 『文学の方法と典型 社会主義リアリズムにむかって』青木書店 1956
- 『地の翼 上巻』河出書房 1956
- 『真実の探求 現代文学の方法』理論社（私の大学・文学の教室）1956
- 『今日の愛と幸福』中央公論社 1957
- 『黄金の夜明ける』未來社 1959
- 『さいころの空』文藝春秋新社 1959 のち角川文庫
- 『車の夜』東京書房 1959
- 『感覚と欲望と物について 評論集』未來社 1959
- 『若い日の文学探求』青春出版社(青春教養大系)1960
- 『文章読本』新読書社出版部 1960
- 『干潮のなかで』新潮社 1961
- 『わが塔はそこに立つ』講談社 1962 のち文庫、講談社文芸文庫
- 『肉体は濡れて』東方社(イースト・ブックス)1965
- 『青年の環 第3』河出書房新社 1966
- 『人生と愛と幸福』合同出版(パピルス双書)1967
- 『文学論』合同出版 1967
- 『青年の問題文化の問題』合同出版(パピルス双書)1967
- 『青年の環 第4』河出書房新社 1968
- 『サルトル論』河出書房 1968
- 『歎異抄』(私の古典)筑摩書房 1969  のち河出文庫、ちくま文庫
- 『野間宏全集』全22巻 筑摩書房 1969-1974
- 『野間宏評論集』全2巻 未來社 1969-1970
- 『創造と批評』筑摩書房 1969
- 『全体小説への志向 対話集』田畑書店 1969
- 『全体小説と想像力』河出書房新社 1969
- 『青年の環 5』河出書房新社 1971、のち新版、岩波文庫
- 『鏡に挾まれて 青春自伝』創樹社 1972
- 『親鸞』岩波新書 1973
- 『心と肉体のすべてをかけて 文学自伝』創樹社 1974
- 『文学の旅 思想の旅』文藝春秋（人と思想）1975
- 『忍耐づよい鳥』河出書房新社 1975
- 『狭山裁判』岩波新書 1976
- 『現代の王国と奈落 現代文明の危機についての文学者の考察』転轍社 1977
- 『野間宏全詩集』文和書房 1979
- 『新しい時代の文学』岩波書店 1982
- 『戦後 その光と闇』福武書店 1982
- 『東西南北浮世絵草書 わたしの読書と生活』集英社 1987
- 『野間宏作品集』全14巻 岩波書店 1987-1988
- 『解放の文学その根元 評論・講演・対話集』解放出版社 1988
- 『生々死々』講談社 1991
- 『時空』福武書店 1991
- 『天の穴、地の穴野間宏生命対話』立松和平編 社会思想社(現代教養文庫) 1991
- 『作家の戦中日記』藤原書店 2001

## 共編著
- 山繭 詩集 井口浩、富士正晴共著 明窗書房 1948
- 世界解放詩集 長田弘共編訳 飯塚書店 1951
- 愛と革命（編）河出新書 1953
- 日本抵抗詩集（編）三一書房 1953
- 風に鳴る樹々 全国結核療養者詩集 安東次男、瀬木慎一共編 朝日書房 1954
- フランス解放詩集 小内原文雄共編 河出文庫 1954
- 学生たちの記録 永丘智郎共編 河出書房 1956
- 知識人の思想と行動 新しい連帯のために 木下順二、日高六郎共編 麦書房 1964
- 文章のつくり方 三一書房 1966（高校生新書）
- 小説の書き方 明治書院 1969（作法叢書）
- 差別・その根源を問う 安岡章太郎共編 朝日新聞社 1977.7 のち選書
- 狭山差別裁判 三一新書 1978.6
- 人間のゆくえ 渡辺格対談 新泉社 1979.4
- 『危機の中から 対話集』小学館創造選書 1981
- アジアの聖と賤 被差別民の歴史と文化 沖浦和光共著 人文書院 1983.4
- 日本の聖と賤 沖浦和光共著 人文書院 1985-1987
- 親鸞から親鸞へ 現代文明へのまなざし 三国連太郎対談 藤原書店 1990.12
- 日本の名随筆 100 命 作品社 1991.2
- 万有群萌 ハイテク病・エイズ社会を生きる 山田国広対談 藤原書店 1991.12
- 日本の聖と賤 近代篇 沖浦和光 人文書院 1992.4